# Herb Dęblina
Herb Dęblina – jeden z symboli miasta Dęblin w postaci herbu.

## Wygląd i symbolika
Herb przedstawia na tarczy o polu błękitnym srebrnego orła Zeusa ze złotym globem w szponach, z którego strzelają cztery złote błyskawice.
Elementy herbu nawiązują do przeszłości Dęblina związanej z tradycjami wojskowymi.

## Historia

Herb Dęblina w latach 1974–1993.

Pierwszy herb Dęblin otrzymał w 1974 roku, który przedstawiał lotniczą szachownicę. W dniu 2 marca 1993 roku Uchwałą Nr XXXVIII/218/93 Rada Miasta w Dęblinie ustanowiła jego nowy wygląd, przedstawiający orła Zeusa.